# هاري يورك
هاري يورك هو لاعب هوكي الجليد كندي، ولد في 16 أبريل 1974 في Ponoka, Alberta ‏ في كندا.

## وصلات خارجية
- هاري يورك على موقع دوري الهوكي الوطني (الإنجليزية)
- هاري يورك على موقع قاعة مشاهير الهوكي (لاعب أن.إتش.أل) (الإنجليزية)
- هاري يورك على موقع EliteProspects.com (الإنجليزية)
- هاري يورك على موقع HockeyDB.com (الإنجليزية)
- هاري يورك على موقع Hockey-Reference.com (الإنجليزية)